# 8 Dywizja Kawalerii SS „Florian Geyer”
8 Dywizja Kawalerii SS „Florian Geyer” (8. SS-Kavallerie-Division „Florian Geyer”) – powstała w czerwcu 1942 roku w oparciu o Brygadę Kawalerii SS, którą utworzono w 1941 roku z dwóch esesmańskich pułków kawalerii, które już w 1939 uczestniczyły w okupacji Polski.

## Historia
Esesmańska konnica specjalizowała się w akcjach przeciwpartyzanckich w Polsce i – od czerwca 1941 roku – w ZSRR, oraz w pogromach Żydów. We wrześniu 1943 roku jednostkę skierowano do Jugosławii, gdzie zwalczała oddziały partyzanckie Josipa Broz Tito i oddziały partyzanckie serbskich czetników. Od marca 1944 roku rozczłonkowane oddziały dywizji zwalczały partyzantkę w Chorwacji, Polsce i na Węgrzech. W listopadzie 1944 roku dywizja została przydzielona do garnizonu w Budapeszcie. Spośród prawie 13 000 okrążonych tam przez wojska radzieckie kawalerzystów wydostało się w lutym 1945 roku zaledwie 170. Na patrona dywizji wybrano Floriana Geyera, dowódcę z czasów wojen chłopskich w Niemczech.

## Dowódcy dywizji

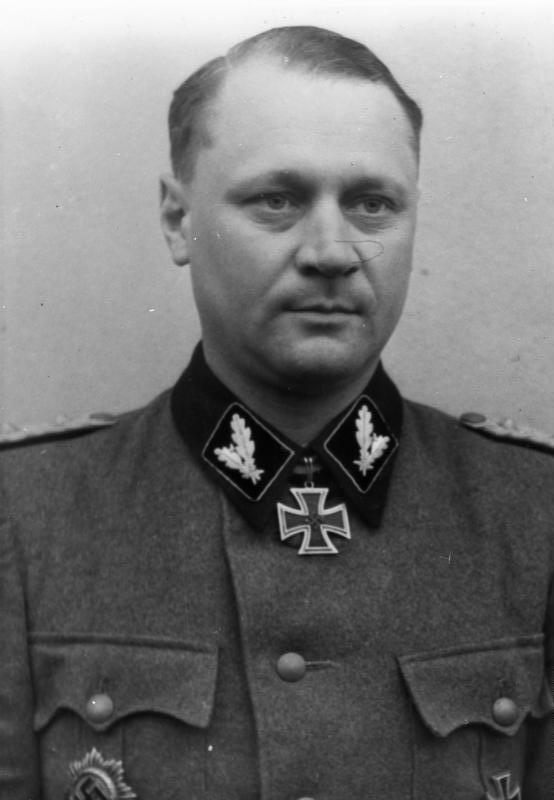
Joachim Rumohr, ostatni dowódca jednostki

- SS-Brigadeführer Gustav Lombard (marzec 1942 – kwiecień 1942)
- SS-Gruppenführer Hermann Fegelein (kwiecień 1942 – sierpień 1942)
- SS-Obergruppenführer Wilhelm Bittrich (sierpień 1942 – 15 lutego 1943)
- SS-Brigadeführer Fritz Freitag (15 lutego 1943 – 20 kwietnia 1943)
- SS-Brigadeführer Gustav Lombard (20 kwietnia 1943 – 14 maja 1943)
- SS-Gruppenführer Hermann Fegelein (14 maja 1943 – 13 września 1943)
- SS-Gruppenführer Bruno Streckenbach (13 września 1943 – 22 października 1943)
- SS-Gruppenführer Hermann Fegelein (22 października 1943 – 1 stycznia 1944)
- SS-Gruppenführer Bruno Streckenbach (1 stycznia 1944 – 14 kwietnia 1944)
- SS-Brigadeführer Gustav Lombard (14 kwietnia 1944 – 1 lipca 1944)
- SS-Brigadeführer Joachim Rumohr (1 lipca 1944 – 11 lutego 1945)[4].

## Struktura organizacyjna
Skład w 1943:
- 15. pułk kawalerii SS,
- 16. pułk kawalerii SS,
- 17. pułk kawalerii SS,
- 8. pułk artylerii SS,
- 8. batalion cyklistów SS,
- 8. bateria dział szturmowych SS,
- 8. batalion niszczycieli czołgów SS,
- 8. batalion inżynieryjny SS,
- 8. batalion łączności SS,
- 8. batalion przeciwlotniczy SS,
- 8. batalion zapasowy SS,
- 8. dywizyjne oddziały zaopatrzeniowe SS[5].